# گردیتسا
گردیتسا (به صربی: Grdica) یک منطقهٔ مسکونی در صربستان است که در کرالیفو واقع شده‌است.